# Call of Duty (computerspel)
Call of Duty (CoD) is een first-person shooter computerspel, ontwikkeld door Infinity Ward en uitgebracht door Activision op 29 oktober 2003. Het spel speelt zich af tijdens de Tweede Wereldoorlog waarin de speler meevecht met de geallieerden; voor het Amerikaanse leger, het Britse leger en het Rode Leger van de Sovjet-Unie.

## Gameplay
Call of Duty is een first-person shooter. Men beleeft de oorlog vanuit het eigen gezichtspunt. Het is vergelijkbaar met een spel als Medal of Honor: Allied Assault, maar veel dingen zijn verbeterd. De speler is in singleplayer en multiplayer uitgerust met bewapening. Men kan zelf het wapen kiezen in multiplayer. De doelen zijn verschillend, dit hangt af van de missie die gespeeld wordt of het type spel dat men in multiplayer speelt.

### Singleplayer
Het singleplayer gedeelte van Call of Duty bestaat uit drie verschillende verhalen die de speler doorloopt.
Als eerste wordt aan de kant van de Amerikanen gevochten, men wordt in deze campaign gedropt achter de vijandelijke linies en moet zich een weg vechten door de verschillende missies. Dorpen in Normandië als St. Mère Église worden hier in het verhaal betrokken.
Als tweede campaign komt die van de Britten aan bod, hij lijkt erg op de Amerikaanse campaign maar verschilt in de personages en in de wapens. Voorbeelden van missies zijn het 'schoonvegen' van antivliegtuiggeschut op een dam in het Ruhrgebied, om ervoor te zorgen dat een Lancasterbommenwerper er een zogenaamde Dambusterbom op los kan laten.
Verder start men in een zweefvliegtuig om de Pegasusbrug te ontdoen van de Duitse bezetters, na een nachtelijke missie om de brug te veroveren moet men in een aansluitende missie (nu in het daglicht) de Duitsers van de brug weghouden. Hierbij wordt het gebruik van een Flak 88 niet vermeden.
Als laatste vecht men aan de Russische kant van WO II, hierbij wordt gestart in de bloedige Slag om Stalingrad. Men krijgt slechts vijf kogels ter beschikking terwijl de man ernaast een geweer draagt maar als men een sniper treft op de heuvel die aan de stadsrand grenst levert de speler die kogels bij hem in waarna hij een 'veilige' doorgang belooft. Later mag men in dezelfde missie nog de stad bestoken met artillerievuur zodat er geen weerstand meer is en het hele team de stad kan betreden.
Op het einde is er nog een kleine missie waar men naar de Britten en de Amerikanen terugkeert, dit betreft de Battle of the Bulge (Ardennenoffensief). Als einde is gekozen voor een kort maar intens vuurgevecht in het hart van Berlijn, waarna men de Russische vlag mag laten wapperen op het Reichstag.

### (Online) Multiplayer
Call of Duty wordt nu nog altijd veel gespeeld door gamers afkomstig van over heel de wereld. Hiervoor krijgt men een code bij aankoop van het spel voor toegang tot het multiplayer gedeelte. Een veelvoorkomend verschijnsel in het spel zijn zogenaamde clans, dit is een groep van mensen die langer met elkaar samen spelen en dezelfde tags dragen. Ze geven hier duidelijk mee aan bij elkaar te horen. Clans spelen tegen elkaar, soms om de eer en voor hun plezier of soms om echt geld.

### Modificaties
Call of Duty staat ook bekend om zijn vele mods en zelfgemaakte maps. Hierdoor werd de levensduur van het spel drastisch omhoog gekrikt. Met behulp van een bepaald 3D-programma, CoD Radiant genaamd, kun je volledige omgevingen bouwen en dan inbrengen in het spel. Men noemt dit ook mapping. Er kunnen niet enkel maps gemaakt worden, maar ook extra toevoegingen voor het spel. Denk hierbij aan bijvoorbeeld extra effecten (vuur, rook etc.) in bestaande maps. Hiervoor is het noodzakelijk om scripts te ontwikkelen, gsc-files. Deze bestanden bevatten een op C gebaseerde syntaxis met instellingen die niet in CoD Radiant toegepast kunnen worden. Dit wordt dan modding of scripting genoemd.
Het vergt kennis en ervaring om tot een mooi resultaat te komen, maar er bestaan community's die hierbij kunnen helpen (zie externe links).

## Ontvangst
| Beoordeeld door        | Jaar | Platform  | Score |
| ---------------------- | ---- | --------- | ----- |
| UOL Jogos              | 2003 | Windows   | 100%  |
| G4 TV: X-Play          | 2006 | Windows   | 100%  |
| Netjak                 | 2003 | Windows   | 96%   |
| Game Watcher           | 2003 | Windows   | 93%   |
| Eurogamer.net (UK)     | 2003 | Windows   | 90%   |
| GameSpot               | 2003 | Windows   | 90%   |
| PC Action              | 2003 | Windows   | 87%   |
| GameStar (Duitsland)   | 2003 | Windows   | 85%   |
| Inside Mac Games (IMG) | 2004 | Macintosh | 85%   |
| Absolute Games (AG.ru) | 2003 | Windows   | 78%   |

## Trivia
- Het spel is opgenomen in het boek 1001 Video Games You Must Play Before You Die van Tony Mott.